# Episodi di Fear Itself
La prima e unica stagione della serie televisiva Fear Itself, composta da 13 episodi, è stata trasmessa negli Stati Uniti dal 5 giugno 2008 al 30 gennaio 2009; i primo otto episodi sono stati trasmessi sul canale NBC mentre i restanti sul network AXN Sci-Fi.
In Italia la serie è stata trasmessa in prima visione dal 30 ottobre 2009 al 29 gennaio 2010 sul canale satellitare Fox.
| nº | Titolo originale          | Titolo italiano              | Prima TV USA    | Prima TV Italia  |
| -- | ------------------------- | ---------------------------- | --------------- | ---------------- |
| 1  | The Sacrifice             | Il segreto delle tre sorelle | 5 giugno 2008   | 30 ottobre 2009  |
| 2  | Spooked                   | Fantasmi                     | 12 giugno 2008  | 30 ottobre 2009  |
| 3  | Family Man                | Scambi di personalità        | 19 giugno 2008  | 6 novembre 2009  |
| 4  | In Sickness and in Health | Il messaggio                 | 26 giugno 2008  | 13 novembre 2009 |
| 5  | Eater                     | Il suono della morte         | 3 luglio 2008   | 20 novembre 2009 |
| 6  | New Year's Day            | Festa di capodanno           | 17 luglio 2008  | 27 novembre 2009 |
| 7  | Community                 | La comunità                  | 24 luglio 2008  | 4 dicembre 2009  |
| 8  | Skin & Bones              | Lo spirito delle montagne    | 31 luglio 2008  | 11 dicembre 2009 |
| 9  | Something with Bite       | La bestia                    | 3 gennaio 2009  | 18 dicembre 2009 |
| 10 | Change                    | Un mostro nascosto           | 10 gennaio 2009 | 8 gennaio 2010   |
| 11 | The Spirit Box            | In un'altra vita             | 17 gennaio 2009 | 15 gennaio 2010  |
| 12 | Echoes                    | Echi del passato             | 24 gennaio 2009 | 22 gennaio 2010  |
| 13 | The Circle                | Il libro maledetto           | 31 gennaio 2009 | 29 gennaio 2010  |

## Il segreto delle tre sorelle
- Titolo originale: The Sacrifice
- Diretto da: Breck Eisner
- Scritto da: Mick Garris, da un breve racconto di Del Howison

### Trama
Quattro criminali in fuga ottengono ospitalità da 3 sorelle in un fortino isolato. Ben presto scoprono che li si nasconde un essere molto pericoloso.
- Altri interpreti: Jeffrey Pierce (Point), Jesse Plemons (Lemmon), Rachel Miner (Chelsea), Mircea Monroe (Virginia), Stephen Martines (Diego)

## Fantasmi
- Titolo originale: Spooked
- Diretto da: Brad Anderson
- Scritto da: Matt Venne

### Trama
Un investigatore privato si apposta in una casa stregata. Qui dovrà confrontarsi con il suo passato.
- Altri interpreti: Eric Roberts (Harry Siegal / Harry Bender), Cynthia Watros (Meredith Kane), Jack Noseworthy (Rory Bemell), Larry Gilliard Jr. (James)

## Scambi di personalità
- Titolo originale: Family Man
- Diretto da: Ronny Yu
- Scritto da: Daniel Knauf

### Trama
In seguito a un incidente d'auto un padre di famiglia cade in coma. Una volta risvegliatosi scopre di essersi scambiato di corpo con un serial killer.
- Interpreti: Clifton Collins Jr. (Richard "Family Man" Brautigan), Colin Ferguson (Dennis Mahoney / Richard "Family Man" Brautigan), Josie Davis (Kathy Mahoney)

## Il messaggio
- Titolo originale: In Sickness and in Health
- Diretto da: John Landis
- Scritto da: Victor Salva

### Trama
Il giorno del suo matrimonio Samantha riceve un biglietto su cui c'è scritto che suo marito è un serial killer...
- Altri interpreti: Maggie Lawson (Samantha), James Roday (Il capo, Carlos), Marshall Bell (Zio Bob), Sonja Bennett (Ruthie)

## Il suono della morte
- Titolo originale: Eater
- Diretto da: Stuart Gordon
- Scritto da: Richard Chizmar e Johnathon Schaech, da un breve racconto di Peter Crowther

### Trama
Una poliziotta e 3 colleghi devono vedersela con un prigioniero che è molto peggio di un semplice killer.
- Altri interpreti: Elisabeth Moss (Danny Bannerman), Russell Hornsby (Sergente Williams), Stephen Lee (Marty Steinwitz), Stephen R. Hart (Duane Mellor), Pablo Schreiber (Mattingley)

## Festa di capodanno
- Titolo originale: New Year's Day
- Diretto da: Darren Lynn Bousman
- Scritto da: Steve Niles e Ben Sokolowski, da un breve racconto di Paul Kane

### Trama
Un gruppo di amici riunisce in occasione di Capodanno.
Quella iniziata come una festa si trasforma in un incubo quando un'orda di zombie invade la città.
- Altri interpreti: Briana Evigan (Helen), Cory Monteith (James), Niall Matter (Eddie), Zulay Henao (Christie)

## La comunità
- Titolo originale: Community
- Diretto da: Mary Harron
- Scritto da: Kelly Kennemer

### Trama
Una coppia si trasferisce in una cittadina apparentemente normale, ma in realtà nascondente un terribile segreto.
- Altri interpreti: Brandon Routh (Bobby), Shiri Appleby (Tracy), Barbara Tyson (Candace), John Billingsley (Phil)

## Lo spirito delle montagne
- Titolo originale: Skin & Bones
- Diretto da: Larry Fessenden
- Scritto da: Drew McWeeny e Scott Swan

### Trama
Un agricoltore ritorna da un'escursione sulle montagne, ma qualcosa di malvagio è entrato in lui.
- Altri interpreti: Doug Jones (Grady Edlund), Molly Hagan (Elena Edlund), John Pyper-Ferguson (Rowdy Edlund), Gordon Tootoosis (Eddie Bear)

## La bestia
- Titolo originale: Something with Bite
- Diretto da: Ernest R. Dickerson
- Scritto da: Max Landis

### Trama
Un veterinario viene morso da un animale nel suo studio. Scoprirà a sue spese vantaggi e svantaggi dell'essere un licantropo.
- Altri interpreti: George Buza, Fulvio Cecere

## Un mostro nascosto
- Titolo originale: Change
- Diretto da: John Dahl
- Scritto da: Lem Dobbs e Rick Dahl

### Trama
Un uomo è in procinto di fare un'importante vendita, ma comincia ad essere perseguitato da un suo sosia maligno.
- Altri interpreti: Ethan Embry (Chance Miller), Christine Chatelain (Jackie), Vondie Curtis-Hall (Walter Markham), Niall Matter (Eddie)

## In un'altra vita
- Titolo originale: Echoes
- Diretto da: Rupert Wainwright
- Scritto da: Sean Hood

### Trama
Un uomo si trasferisce in una casa dove ottanta anni prima ha abitato uno spietato assassino. Ben presto comincia a comportarsi nella stessa maniera del suo predecessore.
- Altri interpreti: Eric Balfour, Aaron Stanford (Stephan), Camille Guaty, Niall Matter (Eddie)

## Spiriti
- Titolo originale: The Spirit Box
- Diretto da: Rob Schmidt
- Scritto da: Joe Gangemi

### Trama
Due amiche dopo una seduta spiritica ricevono strani segnali da un'amica, morta suicida. Scopriranno presto che non si tratta di suicidio, bensì di omicidio.
- Altri interpreti: Martin Donovan (Sceriffo Dan), Anna Kendrick (Shelby), Jessica Parker Kennedy (Becca), Mark Pellegrino (Mr. Drake)

## Il libro maledetto
- Titolo originale: The Circle
- Diretto da: Eduardo Rodriguez
- Scritto da: Richard Chizmar e Johnathon Schaech, da un romanzo di Lewis Shiner

### Trama
Notte di Halloween: una serie di inquietanti vicende si manifesta in una casa dove sono riuniti degli amici per celebrare la festività.
Quando si accorgono che le vicende sono riprese da un libro horror, per loro ha inizio un terribile incubo.